# Тензіометр (ґрунтознавство)

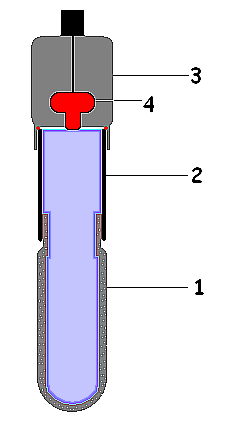
Зонд електронного тензіометра: (1) пориста чашка; (2) заповнена водою трубка; (3) сенсорна головка; (4) датчик тиску

Тензіометр у ґрунтознавстві — це вимірювальний прилад, який використовується для визначення водного потенціалу (Ψm) (напруга вологи в ґрунті) у зоні аерації. Цей пристрій зазвичай складається зі скляної або пластикової трубки з пористою керамічною чашкою та наповнюється водою. Верхня частина трубки має або вбудований вакуумметр, або гумовий ковпачок, який використовується з портативним пункційним тензіометром, який використовує голку для підшкірних ін'єкцій для вимірювання тиску всередині тензіометра. Тензіометр закопують у ґрунт, а ручний насос використовують для створення часткового вакууму. Оскільки вода витягується з ґрунту рослинами та випаровується, вакуум усередині трубки збільшується. Коли ґрунт зволожений, потік може також відбуватися у зворотному напрямку: коли вода додається до ґрунту, вакуум усередині трубки витягує вологу з ґрунту та зменшується. Коли встановлено, що тиск води в тензіометрі знаходиться в рівновазі з тиском води в ґрунті, показання тензіометра показують водний потенціал ґрунту.
Такі тензіометри використовуються в плануванні зрошення, щоб допомогти фермерам та іншим менеджерам зрошення визначити, коли поливати. У поєднанні з кривою утримання води тензіометри можна використовувати для визначення кількості поливу. З практикою тензіометр може стати корисним інструментом для цих цілей. Ґрунтові тензіометри можна також використовувати для наукового вивчення ґрунтів і рослин.

## Інтернет-ресурси
- The Experimental Hydrology Wiki Soil matric potential — tensiometer (T4)
- The Experimental Hydrology Wiki Soil matric potential — tensiometer (T5)